# Mrčna sela
Mrčna sela este o localitate din comuna Krško, Slovenia, cu o populație de 152 de locuitori.